# Ицхар
Ицхар (ивр. יִצְהָר‎) — израильское поселение в Самарии на Западном берегу реки Иордан, недалеко от Наблуса (Шхема), около шоссе номер 60, к северу от перекрестка Тапуах.

## История
Деревня была основана как военный форпост Нахаля и была демилитаризована только год спустя, когда её передали под жильё в 1984 году, при содействии организации «Амана».
Первоначально поселение должно было быть названо Роган, «фонетически в честь» Рональда Рейгана, который за день до этого призвал заморозить поселения, после чего решение о названии было отменено.
В соответствии с Соглашениями Осло, данная территория относится к «Зоне С», находящейся под полным военным и гражданским контролем Израиля.
«Ицхар» на иврите — оливковое масло высокого качества, производство которого — одна из основных отраслей промышленности этого региона.

## Население
По данным Центрального статистического бюро Израиля, население на начало 2020 года составляло 1 726 человек.
Население состоит из ультраортодоксальных иудеев направления «Хардаль» - консервативной части сторонников религиозного сионизма.